# Urve Tiidus
Urve Tiidus (ur. 6 czerwca 1954 w Rapli) – estońska polityk i dziennikarka, działaczka samorządowa, parlamentarzystka, od 2013 do 2015 minister kultury.

## Życiorys
W 1977 ukończyła filologię angielską na Uniwersytecie w Tartu. Pracowała jako dziennikarka telewizyjna, w tym również była prezenterką wiadomości w Eesti Televisioon. W 1998 wstąpiła do Estońskiej Partii Reform. Rok później przeszła do administracji samorządowej miasta Kuressaare jako dyrektor wydziału edukacji i kultury. Od 2005 do 2011 była burmistrzem tej miejscowości. W wyborach w 2011 uzyskała mandat posłanki do Zgromadzenia Państwowego (Riigikogu XII kadencji). 4 grudnia 2013 objęła urząd ministra kultury w trzecim rządzie Andrusa Ansipa. Utrzymała to stanowisko również w powołanym 26 marca 2014 rządzie Taaviego Rõivasa. Funkcję tę pełniła do 9 kwietnia 2015.
W 2015 i 2019 uzyskiwała reelekcję na kolejne kadencje parlamentu. W 2023 pozostała deputowaną na następną kadencję (uzyskując mandat na jej początku w miejsce jednego z członków rządu).

## Odznaczenia
- Krzyż Komandorski z Gwiazdą Orderu Zasługi RP – Polska, 2014[6]
- Medal Rady Bałtyckiej – 2023[7]